# San Antonio de Cruces
San Antonio de Cruces är en ort i Mexiko.   Den ligger i kommunen San Miguel de Allende och delstaten Guanajuato, i den centrala delen av landet, 230 km nordväst om huvudstaden Mexico City. San Antonio de Cruces ligger 2 068 meter över havet och antalet invånare är 339.
Terrängen runt San Antonio de Cruces är platt åt nordväst, men åt sydost är den kuperad. Runt San Antonio de Cruces är det ganska tätbefolkat, med 108 invånare per kvadratkilometer. Närmaste större samhälle är San Miguel de Allende, 16,5 km väster om San Antonio de Cruces. Trakten runt San Antonio de Cruces består i huvudsak av gräsmarker.